# Pinaki
Pinaki, alter Name: Whitsunday oder Whitsun Island (Pfingstinsel), ist ein kleines Atoll im südöstlichen Pazifischen Ozean, das geografisch zum Tuamotu-Archipel und politisch zu Französisch-Polynesien gehört.

## Geografie
Das heute unbesiedelte Pinaki liegt zentral in der Südostgruppe der Tuamotus. Die nächstgelegene Insel ist das ebenfalls nur zeitweilig bewohnte Nukutavake, 16 km im Nordwesten. Die nächste ständig bewohnte Insel ist Vairaatea, 56 km im Westen.
Die Insel Pinaki ist von fast runder Form und misst ca. 2,1 × 1,9 km. Sie erhebt sich nur wenige Meter über den Meeresspiegel. Ein Großteil der Gesamtfläche von 3,2 km² wird von der 2,2 km² umfassenden Lagune eingenommen. Die Lagune ist sehr flach, maximal 6 Meter tief und man kann sie, wie bereits Agassiz 1899 feststellte, an einigen Stellen sogar durchwaten. Sie ist mit zahlreichen Riffen und Inselchen gesprenkelt, die überwiegend aus aufgehäuften Muschelschalen bestehen und verlandet allmählich durch angewehten Sand. Im Westen gibt es eine Passage (Hoa), die dem Wasseraustausch mit dem Ozean dient. Die Lagune ist von unzähligen Tridacna-Muscheln in allen Größen besiedelt, deren bunter Mantelrand besonders auffällig ist.

### Flora
Die heutige Vegetation wird von Kokospalmen (Cocos nucifera) dominiert, die nach dem verheerenden Zyklon von 1983 zahlreich angepflanzt wurden. Die natürlichen Pflanzengemeinschaften wurden dabei weitgehend zerstört und sind nur noch in Resten vorhanden.
Über die ursprüngliche Vegetation, die zu Beginn des 19. Jahrhunderts noch relativ unberührt war, gibt der Bericht von William Beechey Auskunft. Sie bestand vorwiegend aus Schraubenbäumen (Pandanus), Heliotropen (Heliotropium arboreum, Synonyme: Tournefortia argentea, Argusia argentea), Lepidium piscidium aus der Familie der Kreuzblütler (Cruciferae) und Scaevola taccada. Im Vergleich zu den Nachbarinseln waren Kokospalmen wenig verbreitet.

### Klima und Wetter
Langjährige Wetteraufzeichnungen für Pinaki sind nicht bekannt. Die Insel liegt nach der Klassifikation des Klimas von Köppen und Geiger in der tropischen Klimazone Af.
Pianki liegt im Korridor tropischer Wirbelstürme. Die Zyklon-Saison 1982/83 war die bisher längste und aktivste im Südpazifik. Bei 30 Atollen der Tuamotus wurden beträchtliche Verwüstungen und umfangreiche Zerstörungen gemeldet. Pinaki war besonders vom Zyklon Nisha-Orama im Februar 1983 betroffen, der schwere Schäden an der Vegetation anrichtete.

## Geschichte

### Frühgeschichte
Sowohl Berichte der frühen Entdecker als auch archäologische Spuren lassen auf eine vormalige Besiedlung schließen.
1924 rüstete Medford Kellum, ein US-Amerikaner, der durch Immobiliengeschäfte reich geworden war, den Vier-Mast-Schoner Kaimiloa für eine fünf Jahre dauernde Expedition zu abgelegenen und schwer erreichbaren Inseln im Pazifik aus. Mit an Bord waren mehrere Wissenschaftler unterschiedlicher Disziplinen vom Bernice P. Bishop Museum in Honolulu, darunter der Ethnologe Kenneth Emory (* 23. November 1897, † 2. Januar 1992). Im Juli 1930 erreichte die Kaimiloa Pinaki. Emory erkundete die Insel und beschrieb drei Zeremonialstätten der Ureinwohner (Marae), ohne jedoch archäologische Grabungen vorzunehmen.
Die Marae Marumaruatua liegt in einem Pisonia-Hain an der Nordwestküste. Von der Zeremonialplattform waren noch, so Emory, zwei nord-süd-orientierte und im Abstand von zwei Metern parallel laufende, sieben Meter lange Reihen von senkrecht stehenden Platten aus Korallengestein zu sehen. Das Bauwerk lag ungefähr 50 m vom Strand entfernt.:60 Die Steinreihen sind heute nicht mehr zu erkennen. Die französische Archäologin Tama Marik von der Universität Paris-Nanterre fand dort Überreste zahlreicher Löcher, die von Schatzsuchern gegraben wurden, sodass anzunehmen ist, dass die Anlage auf der Suche nach dem „Kirchenschatz von Pisco“ völlig zerstört wurde.:43 Eine Sage von der Insel Hao erzählt, dass die Marae Marumaruatua am Ort einer großen Schlacht zwischen Munanui, dem Riesenkönig von Hao, und dem Stamm der Manahune, einer legendären Rasse von Zyklopen aus den östlichen Tuamotus, errichtet wurde.
Die Marae Omanu an der Westküste beschreibt Emory als diagonal zum Strand verlaufende Steinreihe von ungefähr 15 Metern Länge. Sie war in sehr schlechtem Zustand und kaum zu identifizieren. Noch im 19. Jahrhundert, so sei ihm erzählt worden, habe in der Anlage ein Orthostat gestanden.:61 Dies entspräche dem üblichen Baumuster der Marae der Tuamotu-Inseln.
Die Marae bei Teonemahue an der Südküste erwähnt Emory nur in einem Nebensatz. Die Archäologin Tamara Maric hat die Anlage 2009 untersucht und beschreibt sie wie folgt:

„Neben einer hohen Sanddüne, nahe einem Kokoshain, sind zwei lange parallele Korallenhügel, die 5 m voneinander entfernt sind. Diese Korallenhügel sind fast 70 m lang. Sie sind sichtbar künstlich und bestehen aus aufeinander gestapelten Korallenblöcken. Zwischen diesen Hügeln ist der Boden abgeflacht und mit kleinteiligem Korallenkies bedeckt. In der Nähe des nördlichen Endes befindet sich ein stehender Stein [Orthostat].“

Die Archäologin hat außerdem mehrere mit Korallengestein eingefasste Gräber, Pflanzgruben und Zisternen der Ureinwohner identifiziert, die belegen, dass Pinaki einst besiedelt war.

### Entdeckungsgeschichte
Samuel Wallis hat Pinaki während seiner Weltumseglung mit der Dolphin am 6. Mai 1767 entdeckt.

„The next day a turtle swam close by the ship; on the 5th we saw many birds, which confirmed our hope that some place of refreshment was near, and at 11 o’clock in the forenoon of the 6th, Jonathan Puller, a seaman, called out from the mast-head, "Land in the W.N.W." At noon it was seen plainly from the deck, and found to be a low island, at about five or six leagues distance. The joy which everyone on board felt at this discovery, can be conceived by those only who have experienced the danger, sickness, and fatigue of such a voyage as we had performed.
When we were within about five miles of this island, we saw another, bearing N.W. by W. About three o’clock in the afternoon, being very near the island that was first discovered, we brought to, and I sent Mr. Furneaux, my second lieutenant, my first lieutenant being very ill, with the boats manned and armed, to the shore. As he approached it, we saw two canoes put off, and paddle away with great expedition towards the island that lay to leeward. At seven in the evening the boats returned, and brought with them several cocoa nuts, and a considerable quantity of scurvy-grass; they brought also some fish hooks, that were made of oyster-shells, and some of the shells of which they were made. They reported that they had seen none of the inhabitants, but had visited three huts, or rather sheds, consisting only of a roof, neatly thatched with cocoa nut and palm leaves, supported upon posts, and open all round. They saw also several canoes building, but found no fresh water, nor any fruit but cocoa nuts. They sounded, but found no anchorage, and it was with great difficulty that they got on shore, as the surf ran very high. Having received this account, I stood off and on all night, and early the next morning I sent the boats out again to sound, with orders, if possible, to find a place where the ship might come to an anchor; but at 11 o’clock they returned, with no better success than before. The people told me that the whole island was surrounded by a reef, and that although on the weather side of the island there was an opening through it, into a large basin, that extended to the middle of the island, yet they found it so full of breakers, that they could not venture in; neither indeed had they been able to land on any part of the island, the surf running still higher than it had done the day before. As it would therefore answer no purpose to continue here, I hoisted the boats in, and stood away for the other island, which bore S. 22° E. distant about four leagues. The island which I now quitted, having been discovered on Whitsun-eve, I called it WHITSUN ISLAND. It is about four miles long, and three wide. Its latitude is 19° 26’S. and its longitude, by observation 137° 56’W.
Am nächsten Tag schwamm eine Schildkröte in der Nähe des Schiffes; am 5. sahen wir viele Vögel, was unsere Hoffnung auf einen Ort der Erholung nahebei bestätigte, und am Vormittag des 6. [6. Mai 1767] um 11 Uhr rief Jonathan Puller, ein Seemann, von der Mastspitze: „Land in Westnordwest“. Am Mittag war es deutlich vom Deck aus zu sehen und wurde als eine niedrige Insel in einer Entfernung von etwa 9 bis 11 km identifiziert. Die Freude, die jeder an Bord bei dieser Entdeckung empfand, kann nur von jenen begriffen werden, die die Gefahr, das Leiden und die Erschöpfung einer solchen Reise erlebt haben, wie wir sie vollbracht hatten.
Als wir ungefähr neun Kilometer von dieser Insel entfernt waren, sahen wir eine andere N.W. von W. liegen. Etwa um drei Uhr nachmittags, als wir der zuerst entdeckten Insel [schon] recht nahe waren, kamen wir näher heran und ich schickte Herrn Furneaux, meinen zweiten Leutnant, da mein erster Leutnant sehr krank war, mit bemannten und bewaffneten Booten zum Ufer. Als er sich ihm [dem Ufer] näherte, sahen wir zwei Kanus ablegen und mit großer Beschleunigung nach der Insel paddeln, die in Lee lag. Um sieben Uhr abends kehrten die Boote zurück und brachten mehrere Kokosnüsse und eine beträchtliche Menge Löffelkraut [Cochlearia] mit. Sie hatten auch einige Angelhaken dabei, die aus Austernschalen gemacht waren, und einige von den Muscheln, aus denen sie gefertigt waren. Sie berichteten, dass sie keinen der Bewohner gesehen, sondern drei Hütten oder vielmehr Schuppen aufgesucht hätten, die lediglich aus einem geschickt mit Kokosnuss- und Palmblättern gedeckten Dach bestanden, auf Pfosten gestützt und rundherum offen. Sie sahen auch mehrere Kanus im Bau, fanden aber kein frisches Wasser und keine Früchte außer Kokosnüssen. Sie suchten einen Ankerplatz, fanden aber keinen und kamen nur mit großer Mühe an Land, da die Brandung sehr hoch war. Nachdem ich diesen Bericht erhalten hatte, blieb ich die ganze Nacht bis früh am nächsten Morgen auf Distanz. Ich schickte die Boote wieder zum Peilen aus, mit dem Befehl, wenn möglich eine Stelle zu suchen, wo das Schiff ankern könnte. Aber um 11 Uhr kehrten sie zurück, ohne größeren Erfolg als zuvor. Die Leute erzählten mir, dass die ganze Insel von einem Riff umgeben sei, und dass, obwohl es auf der Wetterseite der Insel eine Öffnung in ein großes Becken in der Mitte der Insel gab, sie solche Brecher vorfanden, dass sie sich nicht hineinwagen konnten. Sie waren auch nicht in der Lage gewesen, irgendwo auf der Insel zu landen, da die Brandung noch höher war als am Tag zuvor. Da es keinen Zweck hätte, hier weiterzumachen, hievte ich die Boote [an Deck] und entfernte mich zur anderen Insel, die S. 22° O. in einer Entfernung von etwa vier Leguas [22 km] lag. Die Insel, die ich nun verließ, nachdem sie am Pfingstabend entdeckt worden war, nannte ich WHITSUN ISLAND. Sie ist ungefähr 7 Kilometer lang und 5,5 km breit. Der Breitengrad ist 19° 26’S. und die Länge durch Beobachtung 137 ° 56' W.“

Wallis Positionsbestimmung war mangelhaft. Zwar stimmte die Breite ungefähr, aber in der Länge hat er sich um deutlich mehr als 100 km verschätzt. Ob seine Beobachtungen eine dauerhafte Besiedlung bestätigen oder nur Anzeichen für einen zeitweiligen Aufenthalt von Menschen sind, ist unklar.
Fast sechzig Jahre hatte kein Europäer Pinaki betreten, bis am 9. November 1825 Kapitän Peter Dillon während einer Handelsreise von Valparaiso die Insel erreichte. Er hoffte vergeblich, dort Futter für Pferde und Esel zu finden, die er auf seinem Schiff St. Patrick nach Tahiti transportierte. Es ist nicht bekannt, ob er Menschen antraf.
Der nächste europäische Besucher, ein Jahr später, war der britische Seeoffizier, Forscher und Geograph Frederick William Beechey. Die HMS Blossom kam von Puka Rua und erreichte Pinaki am Morgen des 23. Januar 1826. Beechey beschreibt die Insel in seinem Bericht recht ausführlich und korrigiert Wallis´ Positionsbestimmung sowie die Ausmaße der Insel. Er schreibt, dass er unzweifelhafte Beweise dafür fand, dass die Insel bewohnt war, aber er sah keine Insulaner („found indubitable proofs of the island having been inhabited; but no natives were seen“). 

„Under a large clump of trees we observed several huts, eight feet by three, thatched with dried palm leaves, the doors of which were so low that it was necessary to crawl upon the ground to enter the apartments within. Near these dwellings were some sheds and several piles of chewed pandanus nuts.
Unter einer großen Baumgruppe erblickten wir mehrere Hütten, 2,5 mal 1 Meter, gedeckt mit getrockneten Palmblättern, deren Eingänge so niedrig waren, dass man auf dem Boden kriechen musste, um die Wohnräume darin zu betreten. In der Nähe dieser Behausungen befanden sich einige Schuppen und mehrere Haufen gekauter Pandanus-Nüsse.“

Der deutsche Geograph Karl Eduard Meinicke meinte, Pinaki sei identisch mit der Insel Byam Martin, die Beechey Anfang Februar 1826 als erster Europäer entdeckte und nach Sir Thomas Byam Martin (1773–1854), Admiral of the Fleet (Flottenadmiral) der Royal Navy, benannt hatte. Meinickes Meinung ist falsch, Beecheys Byam Martin ist die Insel Ahunui.

In den Jahren 1899 und 1900 reiste der Dampfer Albatross der United States Fish Commission sieben Monate lang durch die pazifischen Inseln, kartographierte Küstenlinien und sammelte Proben. Mit an Bord waren mehrere Wissenschaftler, darunter Alexander Agassiz, Professor für Zoologie an der Harvard University, der Meeresbiologe Harry Clifford Fassett (1870–1953), Mitglied der Kalifornischen Akademie der Wissenschaften, und der Zoologe Charles Haskins Townsend (1859–1944). Die Albatross erreichte Pinaki am 31. Oktober 1899.

„Dr. Moore and Mr. Townsend, who went ashore at Pinaki, report that the lagoon is not more than three fathoms deep; they could wade over the greater part of it. Mr. Alexander counted no less than 116 islets in this small lagoon – less than a mile in diameter – islets formed of masses of dead Tridacna shells thrown up on ledge rock, on the slopes of which grew madrepores. The bottom of the lagoon is covered by Tridacna, and masses of a species of Arca live near the edge; the intervening spaces being filled with nullipores. The entrance to the lagoon is perhaps 150 feet wide, and there is a cut through the beach rock covering the old ledge giving access to the sea into the lagoon at certain stages of the tide. The water in the lagoon is quite warm.
Dr. Moore und Mr. Townsend, die auf Pinaki an Land gingen, berichten, dass die Lagune nicht mehr als fünfeinhalb Meter tief ist, durch den größten Teil davon konnten sie waten. Mr. Alexander zählte nicht weniger als 116 Inselchen in dieser kleinen Lagune – weniger als 1,6 Kilometer im Durchmesser – Inseln, die aus Massen von toten Tridacna-Schalen bestanden, die auf Gesteinssimse aufgehäuft waren, an deren Hängen Madreporen wuchsen. Der Grund der Lagune ist von Tridacna bedeckt, und Massen einer Spezies von Archenmuscheln leben in der Nähe des Randes. Die Zwischenräume sind mit Rotalgen angefüllt. Der Eingang zur Lagune ist vielleicht 45 m breit, und es gibt eine Lücke in dem Strandfels, der die alte Riffkante bedeckt, die bei bestimmten Gezeiten den Zugang vom Meer in die Lagune ermöglicht. Das Wasser in der Lagune ist recht warm.“

Townsend fertigte die ersten Fotografien von Pinaki. Sie befinden sich heute u. a. in der Sammlung der Smithsonian Institution in Washington, D.C.

## Verwaltung und Infrastruktur
Pinaki gehört heute zur Verwaltungseinheit der Subdivision des Îles Tuamotu-Gambier, genauer zur Gemeinde (Commune) Nukutavake, eine der kleinsten Communes associées in Französisch-Polynesien.
Pinaki verfügt über keinerlei Infrastruktur, weder Straßen noch eine Anlegestelle für Boote. Auf der Insel befinden sich zwar einige offene Hütten, die jedoch nur während weniger Wochen bewohnt sind, um die Kokoshaine zu bewirtschaften. Elektrizität wird in dieser Zeit mit mobilen Generatoren erzeugt, zur Frischwasserversorgung ist man auf mitgebrachtes Süßwasser oder gesammeltes Regenwasser angewiesen. Die kleine, aus Korallengestein gebaute Kapelle im Nordwesten der Insel, die nach dem Zyklon von 1983 wieder aufgebaut wurde, wird nach wie vor gepflegt.

## Der Pisco-Schatz
Angeblich soll auf Pinaki ein Goldschatz vergraben sein. Dem liegt folgende Geschichte zugrunde:
In der Krypta der Iglesia San Clemente, der „Kathedrale“ von Pisco in Peru, waren angeblich Mitte des 19. Jahrhunderts vierzehn Tonnen Goldbarren, goldene Statuen und Juwelen versteckt. Das Gold sei Eigentum eines spanischen Adeligen, der das Gold den Inkas abgenommen und bei den Mönchen verborgen haben soll. Niemand außer einigen Patres wusste davon. Einer von ihnen offenbarte jedoch das Geheimnis vier ehemaligen Söldnern der peruanischen Armee. Sie redeten den Priestern ein, der Schatz sei in Gefahr, geraubt zu werden und sie seien in der Lage, das Gold nach Lima zu bringen. Dort sei es in Sicherheit. Der Schatz wurde auf das Schiff Bosun Bird verladen, um ihn nach Callao, der 200 km entfernten Hafenstadt von Lima, zu transportieren. Auf See warfen die Vier die begleitenden Priester über Bord, ermordeten die Besatzung und segelten zu einer unbewohnten Insel im Tuamotu-Archipel, wo sie den Schatz vergruben. Danach fuhren die Räuber nach Australien und versenkten die Bosun Bird, um alle Spuren ihrer Tat zu beseitigen. Sie suchten Arbeit in einer Goldmine, damit sie genug Geld für ein Boot verdienen konnten, um nach Pinaki zurückkehren und den Schatz heben zu können. Von den Räubern überlebte nur ein Ire mit Namen Killorain, der schließlich schwer erkrankte und in einem Krankenhaus in Sydney starb. Auf dem Totenbett soll Killorain jedoch dem in Australien lebenden Briten Charles-Edward Howe die Schatzgeschichte erzählt und ihm eine handgezeichnete Karte anvertraut haben, die offenbarte, wo das Gold vergraben war. Auf dieser Karte waren drei Inseln eingezeichnet, die ein Dreieck bildeten, ohne jedoch die Namen der Inseln, ihre Position und die Entfernungen dazwischen anzugeben.
1913 charterte Howe den Schoner Suzanne, und segelte mit drei Begleitern von Tahiti nach Pinaki, um den Schatz zu heben. Die Behörden hatten jedoch Kenntnis von dem Vorhaben bekommen und sandten drei Gendarmen auf dem Dampfer St. Michael nach Pinaki. Am Strand wurden die Schatzsucher bereits von der Polizei erwartet und ergriffen unverzüglich die Flucht, um einer Verhaftung zu entgehen. Doch Howe kam erneut auf die Insel und verbrachte dort mehrere Jahre mit der Suche nach dem Schatz, kehrte allerdings in regelmäßigen Abständen nach Tahiti zurück, um neue Geldmittel zu beschaffen.
Die Schriftsteller James Norman Hall und Charles Bernard Nordhoff schildern die Begegnung mit dem Schatzsucher Howe in ihrem Roman „Faery Lands of the South Seas“.
Howes Suche war erfolglos. Allmählich bekam er Zweifel, ob er auf der richtigen Insel gewesen war und setzte seine Suche auf dem Atoll Tuanake fort. Angeblich fand er dort nach mehreren Grabungen eine Truhe mit Juwelen und eine weitere mit Goldstücken. Eine Kiste mit Goldbarren verblieb am Grund der Lagune. Howe konnte seine Beute jedoch nicht abtransportieren und versteckte sie an anderer Stelle erneut. Er kam zweimal zurück und hatte angeblich die Schatztruhe in der Lagune lokalisiert, war jedoch wegen mangelhafter Ausrüstung nicht in der Lage, sie zu bergen. Howe kehrte nach Papeete zurück und dort verliert sich seine Spur.
1934 unternahm ein Taucher aus London namens George Hamilton einen erneuten Versuch, den Pisco-Schatz in der Lagune von Pinaki zu finden, wurde jedoch angeblich von einem Riesenkraken und einer großen Muräne angegriffen, die er tötete. Mangels geeigneter Gerätschaften konnte Hamilton den Sand am Grund der Lagune nicht wegschaufeln und gab auf. Diese abenteuerliche Geschichte veröffentlichte er in einem Buch, ob sie zutrifft, ist kaum überprüfbar.
Im Jahr 1994 wurde angeblich ein weiterer Versuch unternommen, den Pisco-Schatz zu heben, dieses Mal in der Lagune des Atolls Tepoto. Gefunden wurde er auch dort nicht.
Historische Dokumente zu einem Schatz in der Kirche von Pisco sind nicht bekannt, sodass man dessen Existenz durchaus bezweifeln darf. Die Geschichte ist voller Ungereimtheiten und Widersprüche und vereinigt alle wohlbekannten Gemeinplätze um vergrabene Piratenschätze. Außerdem ähnelt sie in mehreren Details der Mär vom „Kirchenschatz von Lima“ (siehe → Kokos-Insel (Costa Rica)), dessen Existenz ebenfalls bezweifelt werden kann. Expressis verbis wurde Pinaki nicht als Schatzversteck angegeben, das Gold, sofern es existiert, könnte auch auf einer anderen Insel der Tuamotus vergraben sein.